# Tympanocryptis tetraporophora
Tympanocryptis tetraporophora là một loài thằn lằn trong họ Agamidae. Loài này được Lucas & Frost mô tả khoa học đầu tiên năm 1895.

## Hình ảnh

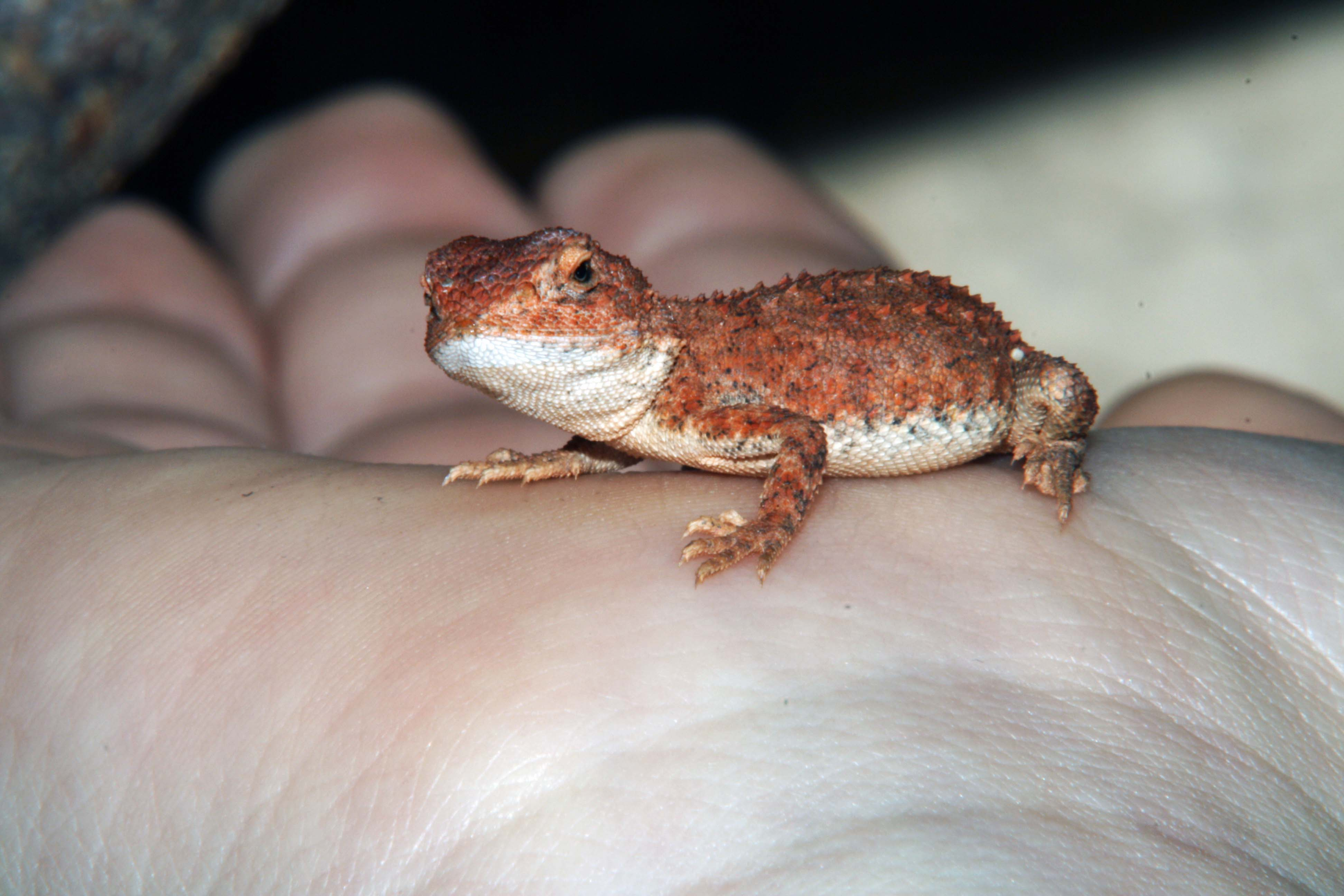